# Anakasia simplicifolia
Anakasia simplicifolia là một loài thực vật có hoa trong Họ Cuồng. Loài này được Philipson mô tả khoa học đầu tiên năm 1973.